# Grøn junglehøne
Grøn junglehøne (latin: Gallus varius) er en hønsefugl, der lever i det sydlige Indonesien.